# Walschleben
Walschleben település Németországban, azon belül Türingiában. Lakosainak száma 1795 fő (2023. december 31.).

## Népesség
A település népességének változása:
| Lakosok száma | 1834 | 1832 | 1786 | 1785 | 1795 |
|               | 2017 | 2019 | 2021 | 2022 | 2023 |